# Zhiritskiy (cràter)
Zhiritskiy és un cràter d'impacte pertanyent a la cara oculta de la Lluna. Es troba a sud de la gran plana emmurallada del cràter Fermi i a nord-oest del cràter Schaeberle. Se situa sobre la vora occidental del cràter satèl·lit Zhiritskiy F, una formació circular erosionada molt més gran.

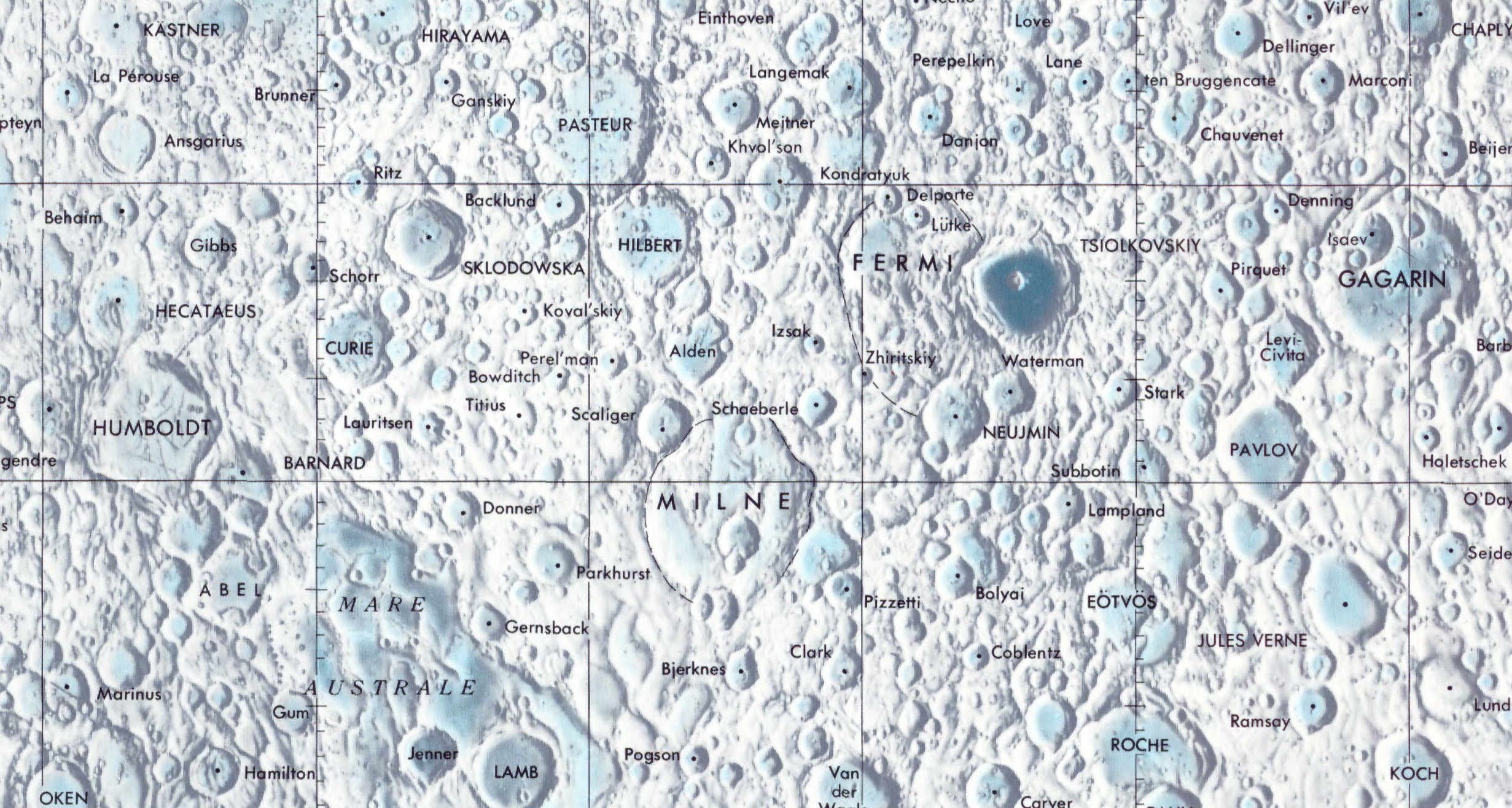
Localització de Zhiritskiy (centre de la imatge)
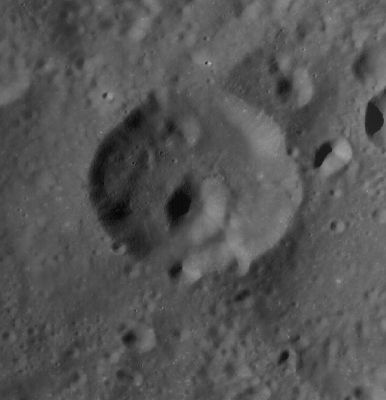
Fotografia de la missió Lunar Reconnaissance Orbiter
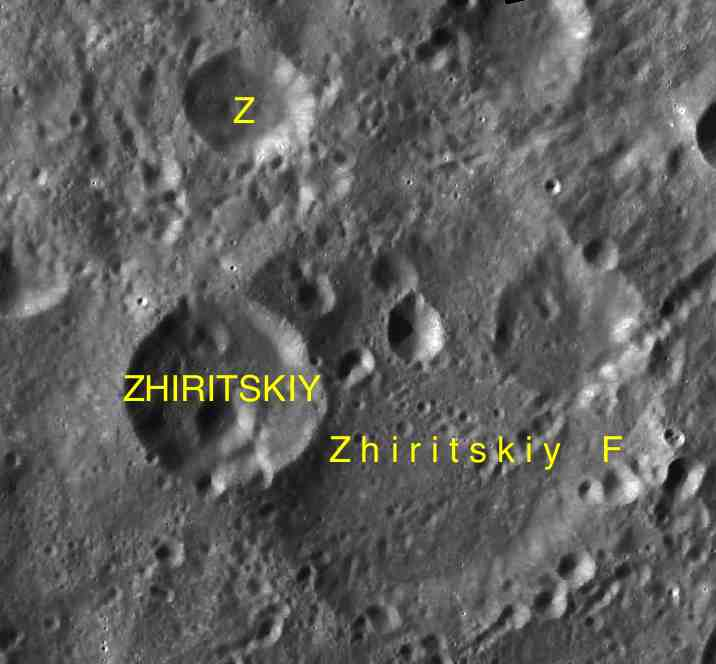
Cràters satèl·lits

Zhiritskiy és lleugerament allargat, amb una petita protuberància en la seva vora exterior cap a l'est. Un parell de petits cràters es localitzen sobre la vora sud, amb un cràter petit però notable a prop del punt mitjà. També apareix un cràter més petit a la base de la paret interior nord. El sòl interior és una mica irregular en la seva forma, especialment a la meitat est, on el cràter se superposa a la vora de Zhiritskiy F.

## Cràters satèl·lits
Per convenció aquests elements són identificats en els mapes lunars posant la lletra en el costat del punt central del cràter que està més proper a Zhiritskiy.
| Zhiritskiy | Coordenades                            | Diàmetre |
| ---------- | -------------------------------------- | -------- |
| F          | 24° 54′ S, 121° 36′ E / 24.9°S,121.6°E | 75 km    |
| Z          | 23° 12′ S, 120° 24′ E / 23.2°S,120.4°E | 22 km    |